# Valkeasaari (ö i Birkaland)
Valkeasaari är en ö i Finland. Den ligger i sjön Iso Valkeajärvi och i kommunen Juupajoki i den ekonomiska regionen  Övre Birkalands ekonomiska region  och landskapet Birkaland, i den södra delen av landet, 180 km norr om huvudstaden Helsingfors. Öns area är 2,7 hektar och dess största längd är 230 meter i nord-sydlig riktning.